# Henry William Watson
Henry William Watson ( * 25 de febrero de 1827 - 11 de enero de 1903)  fue un matemático inglés y autor de varios libros.
Se educó en el King's College de Londres y en el Trinity College (Cambridge). Fue miembro de la Royal Society en 1881. Junto con Francis Galton creó el modelo de ramificación que lleva su nombre, conocido como Proceso Galton-Watson.

## Algunos libros
- The mathematical theory of electricity and magnetism (Volume 1: electrostatics) (Clarendon, Oxford, 1885–1889)
- The mathematical theory of electricity and magnetism (Volume 2: magnetism & electrodynamics) (Clarendon, Oxford, 1885–1889)
- A treatise on the application of generalised coordinates to the kinetics of a material system (Clarendon, Oxford, 1879)
- A treatise on the kinetic theory of gases (Clarendon, Oxford, 1893)